# Columbus Circle

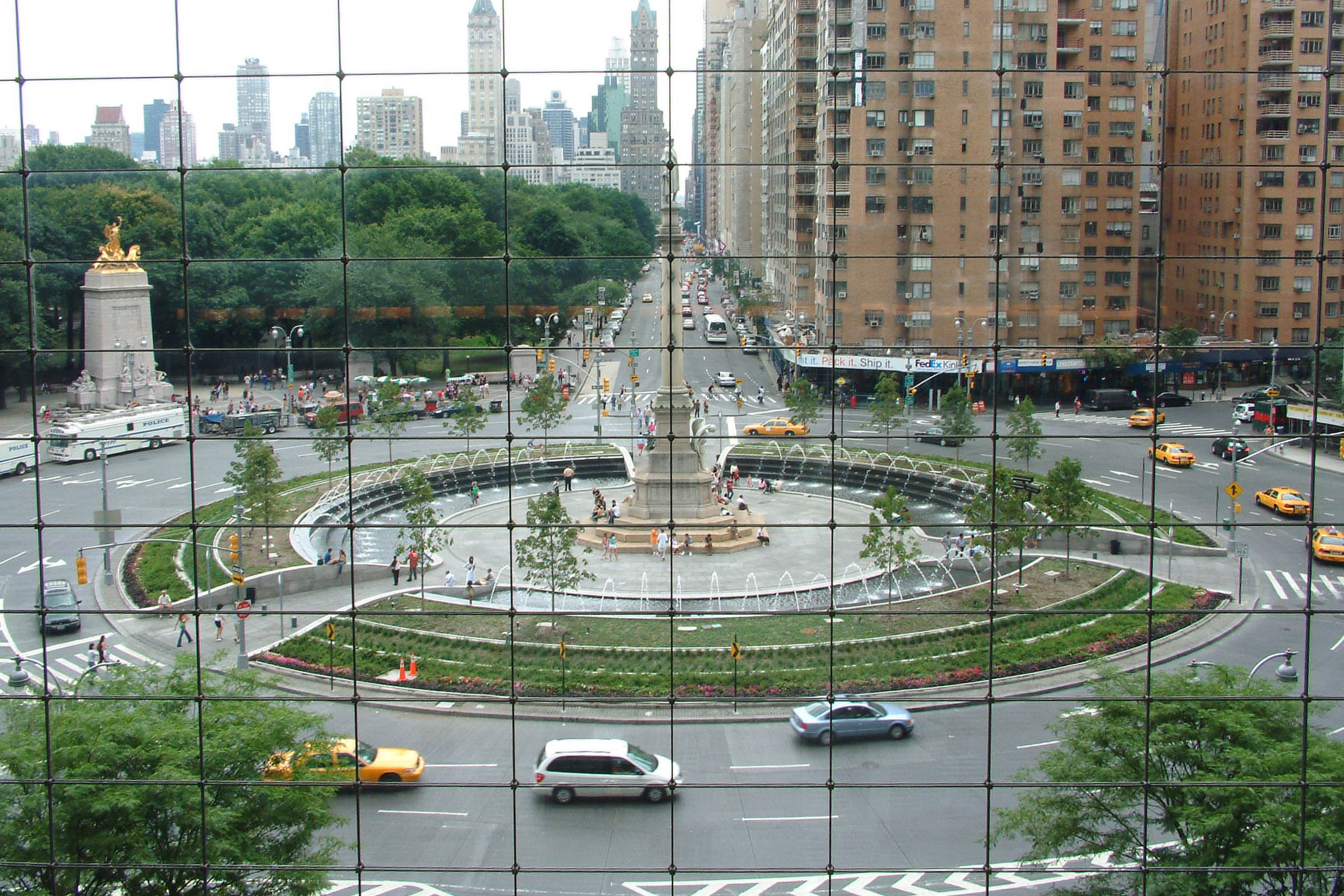
Columbus Circle, vist des del centre comercial del Time Warner Center

Columbus Circle és una plaça de Manhattan i un dels principals llocs d'atracció de la ciutat de Nova York. Se situa a la intersecció de Broadway, de Central Park West, de Central Park South i de la Vuitena Avinguda, a l'angle sud-oest de Central Park. La plaça ha estat batejada en honor de Cristòfor Colom. Una estàtua de l'explorador domina Columbus Circle. És obra de l'escultor italià Gaetano Russo i el monument va ser ofert per la comunitat italiana de Nova York arran del quart centenari del descobriment d'Amèrica (1892)
Time Warner Center, la seu del conglomerat de mitjans de comunicació Time Warner, es troba a la banda oest del Columbus Circle, a l'emplaçament de l'antic New York Coliseum. A la banda nord de Columbus Circle s'hi troba el Trump International Hotel and Tower, a la banda nord-est el Merchant's Gate to Central Park.(amb el monument dedicat als morts per l'enfonsament del USS Maine, fet que va desencadenar la Guerra de Cuba el 1898)
En un radi d'un quilòmetre de Columbus Circus es troben el Lincoln Center, el Museu Americà d'Història Natural, el Plaza Hotel prop de Grand Army Plaza i Times Square. Al sud de Columbus Circle s'hi troben els barris de Hell's Kitchen i de Midtown i al nord el barri de l'Upper West Side.